# QutIM
qutIM — кроссплатформенный клиент мгновенного обмена сообщениями с открытым исходным кодом, распространяемый по лицензии GNU GPL. Разработка клиента началась в январе 2008 года с целью создать IM-клиент с дружелюбным интерфейсом.
Завершена разработка версии 0.2 (тестовая 0.1.99), в которой большая часть кода была переписана с нуля, добавлена поддержка Jabber, Mail.ru Агент, IRC.
На текущий момент вышла версия 0.3. В этой версии добавлена поддержка метаконтактов, поиска по списку контактов, а также работа с библиотекой libpurple в качестве бэкенда.
В апреле 2011 года Mail.Ru Group, которой принадлежит компания ICQ, предоставила разработчикам клиента для обмена мгновенными сообщениями qutIM право использовать свой протокол передачи данных.

## Возможности
- X-статусы
- Использование вкладок в окнах сообщений
- Спам-фильтр
- Приватные списки
- Одновременная работа нескольких учётных записей
- Поддержка нескольких протоколов
- Многоязычный интерфейс
- Передача файлов
- Поддержка HTTP- и SOCKS 5-прокси
- Поддержка аватаров
- Поддержка статусных иконок от Adium и смайлов
- Поддержка стилей окна чата от Adium
- Поддержка звуков
- Отчёт о доставке сообщения
- Уведомления о наборе текста
- Поддержка плагинов
- Webkit-режим диалога, позволяющий изменять его внешний вид (аналог IEView в Miranda IM).
- Поддержка шифрования PGP и OTR
- Поддержка метаконтактов и синхронизации оных [3]

## Плагины
qutIM представляет собой компактный программный интерфейс к набору разнообразных плагинов. Например, все поддерживаемые протоколы в qutIM реализованы в виде плагинов. Также, плагины могут быть использованы для расширения возможностей программы.

## Поддерживаемые протоколы
Протоколы обеспечиваются плагинами. Существуют следующие плагины:
- ICQ
- Jabber (XMPP)
- ВКонтакте
- IRC
- Mail.ru Агент